# Slagsmål
Et slagsmål er et opgør med knytnæverne eller et våben. Ordet opfattes oftest negativt og det er ofte indforstået, at den ene part ikke ønsker at være med. Sådanne slagsmål er ulovlige og klassificeret som vold.
Hvis begge er villige, og hvis det sker under kontrollerede forhold er der tale om sparring eller kampsport.
Det er flere gange blevet antaget, at knivkampe er farligere end at blive kampe med skydevåben ("knive er farligere end pistoler"). Imedens selvforsvars instruktører ofte understeger at angreb med kniv, meget let kan resultere i død, er der intet statistisk bevis for at angreb med kniv, mere sandsynligt vil resultere i død, end et angreb med en pistol. En undersøgelse i 1968 påstod at angreb med pistoler er fem gange mere dødelige end angreb med kniv. Dette er siden blevet kontroversielt i debater om våbenpolitik. En gennemgang af flere undersøgelser udsendt i 1983 konkluderede at dødeligheden af sår fra pistoler er mellem 1,3 og 3 højere end dødeligheden af sår fra knive.